# Dendronephthya aruensis
Dendronephthya aruensis is een zachte koraalsoort uit de familie Nephtheidae. De koraalsoort komt uit het geslacht Dendronephthya. Dendronephthya aruensis werd in 1910 voor het eerst wetenschappelijk beschreven door Kükenthal. 